# Aphanotorulus
Aphanotorulus és un gènere de peixos pertanyent a la família dels loricàrids que es troba a Sud-amèrica: la conca del riu Portuguesa i la conca superior del riu Amazones.

## Taxonomia
- Aphanotorulus ammophilus (Armbruster & Page, 1996)
- Aphanotorulus unicolor (Steindachner, 1908)[5][6][7][8][9][10][11]